# Central termoeléctrica Colmito
La central Térmica Colmito está ubicada en la comuna de Concón, Región de Valparaíso, y opera desde agosto de 2008. Tiene una capacidad instalada de 58MW y su objetivo es respaldar la operación de las centrales de La Higuera y La Confluencia. Fue comprada el año 2013 por el grupo inversionista IC Power. Cuenta con una turbina de gas aeroderivada Siemens SGT-A65 dual fuel con capacidad para generar con diesel y gas natural de ciclo abierto. En la actualidad es propiedad de Inkia Energy.
- Datos: Q24169774